# Caryophylleae
Caryophylleae biljni tribus iz porodice klinčićevki. Ime nosi po rodu CaryophyllusTourn. ex Moench, sinonim za Dianthus L..

## Rodovi
1. Tribus Caryophylleae Lam. & DC.
  1. Subtribus Gypsophilinae
    1. Psammosilene W. C. Wu & C. Y. Wu (1 sp.)
    2. Ankyropetalum Fenzl (4 spp.)
    3. Gypsophila L. (151 spp.)

  2. Subtribus Caryophyllinae
    1. Saponaria L. (41 spp.)
    2. Acanthophyllum C. A. Mey. (88 spp.)
    3. Heterochroa Bunge (6 spp.)
    4. Cyathophylla Bocquet & Strid (2 spp.)
    5. Yazdana A.Pirani & Noroozi (1 sp.)
    6. Petroana Madhani & Zarre (2 spp.)
    7. Bolanthus (Ser.) Rchb. (17 spp.)
    8. Psammophiliella Ikonn. (5 spp.)
    9. Balkana Madhani & Zarre (1 sp.)
    10. Graecobolanthus Madhani & Rabeler (8 spp.)
    11. Petrorhagia (Ser. ex DC.) Link (31 spp.)
    12. Dianthus L. (361 spp.)